# Società Dante Alighieri

Logo der Società Dante Alighieri

Die Società Dante Alighieri (Dante-Alighieri-Gesellschaft) ist eine italienische Kulturinstitution mit Sitz in Rom, die sich zum Ziel gesetzt hat, die italienische Sprache und Kultur in der Welt zu schützen und zu verbreiten. Sie gilt als älteste Organisation dieser Art. Sie wurde 1889 von einer Gruppe Intellektueller unter Leitung von Giosuè Carducci gegründet und durch Königlichen Erlass 1893 als Stiftung errichtet.

## Geschichte
Die Geschichte der Gesellschaft ist eng mit der italienischen Identität und dem nationalistischen Geist der Zeit nach dem Risorgimento verbunden. Die Gründer benannten die Gesellschaft nach Dante Alighieri, da in dessen Namen die sprachliche Einheit der Nation vollendet wurde und auf dieser Grundlage später die staatliche Einigung vollzogen wurde.
Im und besonders nach dem Ersten Weltkrieg vertrat die Gesellschaft als „Società Nazionale Dante-Alighieri“ die politisch-kulturellen Positionen des Faschismus und arbeitete eng mit den faschistischen Kulturinstituten zusammen. Nach 1945 nahm die dann wieder in „Società Dante-Alighieri“ umbenannte Gesellschaft die Förderung des italienischen Kulturerbes in Italien und in der Welt auf unpolitische Weise wieder auf.

## Ziele und Organisation
Das besondere Anliegen der Società ist im Artikel 1 der Satzung festgelegt: Die italienische Sprache und Kultur in der Welt zu schützen und zu verbreiten, die Bindungen der Landsleute im Ausland mit dem Mutterland wiederzubeleben und die Liebe und Verehrung für die italienische Zivilisation bei Ausländern zu fördern.
Zur Erreichung der Ziele existieren weltweit rund 500 zum großen Teil rechtlich selbständig Gesellschaften (davon mehr als 400 in 60 Ländern des Auslandes), die häufig Verbindungen mit anderen italienischen Kultureinrichtungen eingegangen sind und sich oft auch durch die Rechtsform und Namensgebung unterscheiden. Das erste ausländische Comitato der „Dante“ wurde 1890 in Saloniki gegründet. Außerhalb Europas wurden Comitati zunächst in einigen Städten Süd- und Nordamerika gegründet (Buenos Aires 1886; New York 1887).
In Deutschland existieren 21 Niederlassungen, in der Schweiz 19, in Österreich 11. Nicht verwechselt werden sollten die deutschen Comitati der Società Dante-Alighieri mit der Deutschen Dante Gesellschaft in Weimar.
Die Comitati organisieren Italienischkurse und kulturelle Veranstaltungen verschiedener Art: Literatur, bildende Kunst, Musik, Sport, Film, Theater, Mode etc. Darüber hinaus gründet die Società über die Komitees im Ausland Schulen und Bibliotheken, fördert Konferenzen und vergibt Preise und Stipendien. Sie vergibt auch ein italienisches Sprachdiplom (Certificato PLIDA) (Progretto Lingua Italiana Dante Alighieri), welches unter Berücksichtigung des europäischen Sprachreferenzrahmens auf verschiedenen Kompetenzstufen die Beherrschung der italienischen Sprache attestiert.
2019 verabschiedete die Società Dante Alighieri eine neue Satzung, in der festgelegt wurde, dass für ausländische Komitees jeweils die Bestimmungen ihrer eigenen Gesetzgebung gelten. Allerdings muss in der Satzung jedes Komitees ein klarer Hinweis auf die inspirierenden Prinzipien der Società Dante Alighieri, die gemeinsamen Ziele und Zwecke sowie die Notwendigkeit der Unterzeichnung der Convenzione di Affiliazione enthalten sein, welche die Beziehung zwischen der Società Dante Alighieri und den Komitees regelt.

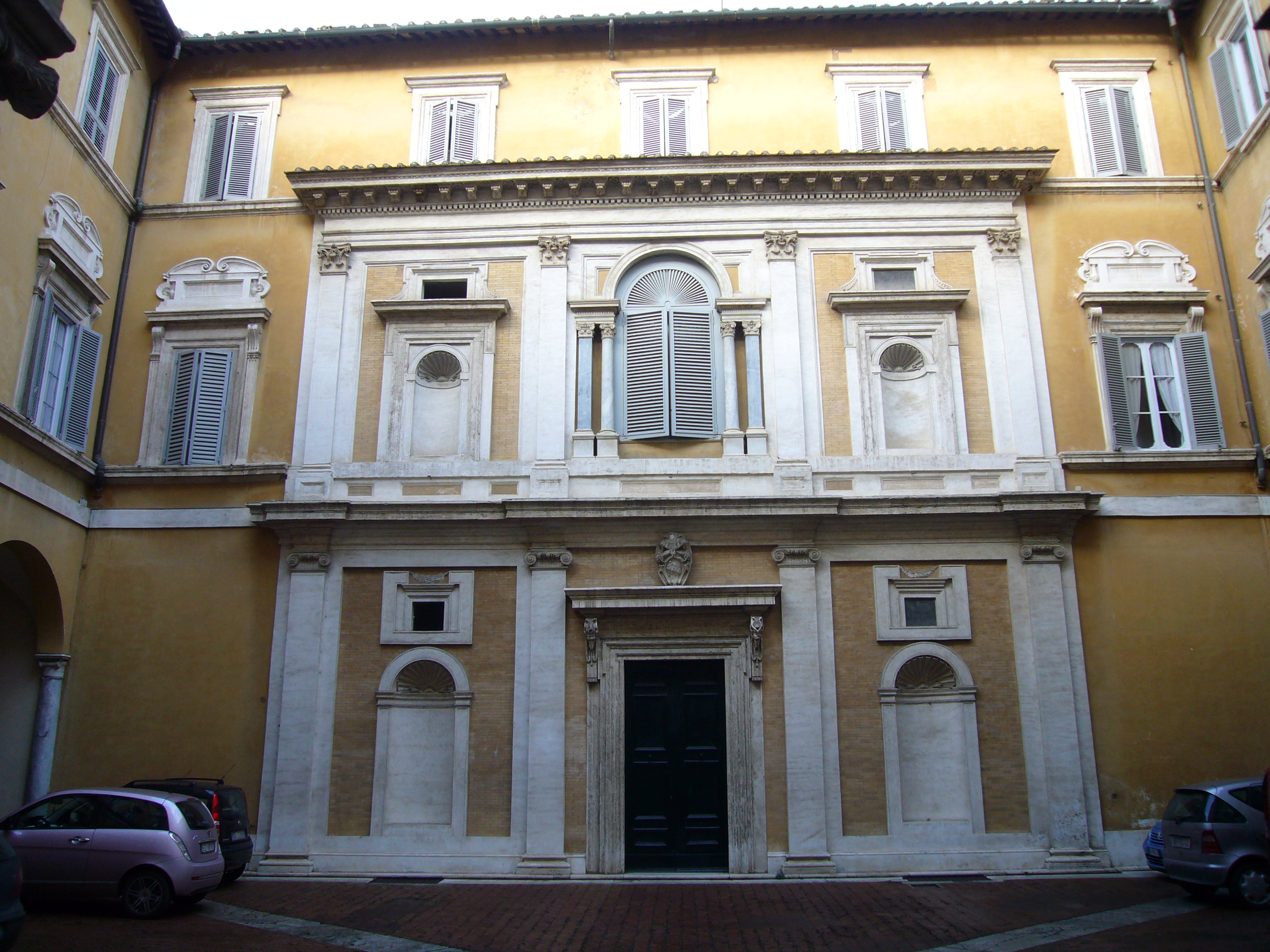
Palazzo Firenze in Rom, Sitz der Società Dante Alighieri

Der Hauptsitz der Società befindet sich im Palazzo Firenze in Rom. Präsident des Unternehmens ist seit 2015 Andrea Riccardi. Generalsekretär ist Alessandro Masi. 2004 wurde die Società den gemeinnützigen Organisationen gleichgestellt, die Förderung durch den italienischen Staat wurde allerdings 2011 erneut massiv gekürzt. 2023 betrug der Haushaltsansatz der Società etwas mehr als 10 Millionen Euro. Die Società ist Mitglied der Nationalen Kulturinstitute der Europäischen Union (EUNIC).